# Typhlodromus pyri
Typhlodromus pyri je dravý roztoč čeledi Phytoseiidae, jež spadá do podřádu čmelíkovci (Mesostigmata). Je žlutě zbarvený a asi 0,6 mm velký. Tento druh roztoče žije čtvrt roku. Vyskytuje se hlavně v palearktické oblasti; dostal se ale již, pravděpodobně spolu se zemědělskými produkty, též do Severní Ameriky, na Nový Zéland a do Austrálie. Lze jej nalézt na řadě druhů keřů a stromů a také na některých bylinách. T. pyri je považován za jednoho z nejefektivnějších bioregulátorů škodlivých fytofágních roztočů v ovocných sadech a vinicích.

## Taxonomie
T. pyri je typovým druhem rodu Typhlodromus. V rámci tohoto rodu je dnes řazen do skupiny druhů, která byla pojmenována podle jeho druhového jména a která zahrnuje roztoče, jejichž charakteristickým znakem je přítomnost štětin S2 a S4 a absence štětiny S5 na opisthoscutu. Ve starší literatuře bylo v souvislosti s T. pyri často uváděno jméno Typhlodromus tiliae Oudemans jako mladší synonymum T. pyri. Poslední taxonomickou revizí však byly zjištěny významné morfologické rozdíly u typového materiálu a proto byl T. tiliae znovu definován jako samostatný druh.

## Rozmnožování a vývoj
T. pyri má stejně jako ostatní roztoči čeledi Phytoseiidae čtyři vývojová stádia: oválné vajíčko, šestinohá larva a dvě osminohá stádia – protonymfa a deutonymfa. Přeměna z larválního stádia do protonymfy a rovněž do dalších stádií včetně dospělce probíhá svlékáním kutikuly (po svlékání zůstává tzv. svlečka). Rychlost vývoje závisí na teplotě prostředí. Při teplotě 18 °C trvá vývoj od vajíčka do dospělé samice 20 dní, u samce je o přibližně dva dny kratší.
Rozmnožování probíhá pohlavní cestou zvanou pseudoarrhenotokie. Při páření samec předá samici pomocí speciálního orgánu na chelicerách, tzv. spermatoforu. Plodnost T. pyri je oproti jiným druhům Phytoseiidae poměrně nízká, většinou klade jen jedno vajíčko za den.

## Potrava
Tento druh dravého roztoče se živí různými druhy fytofágních roztočů, např. sviluškami, vlnovníky a hálčivci, v případě jejich nedostatku i pylem různých druhů rostlin a spórami hub, např. padlí. U tohoto druhu bylo pozorováno i poškození rostlin.

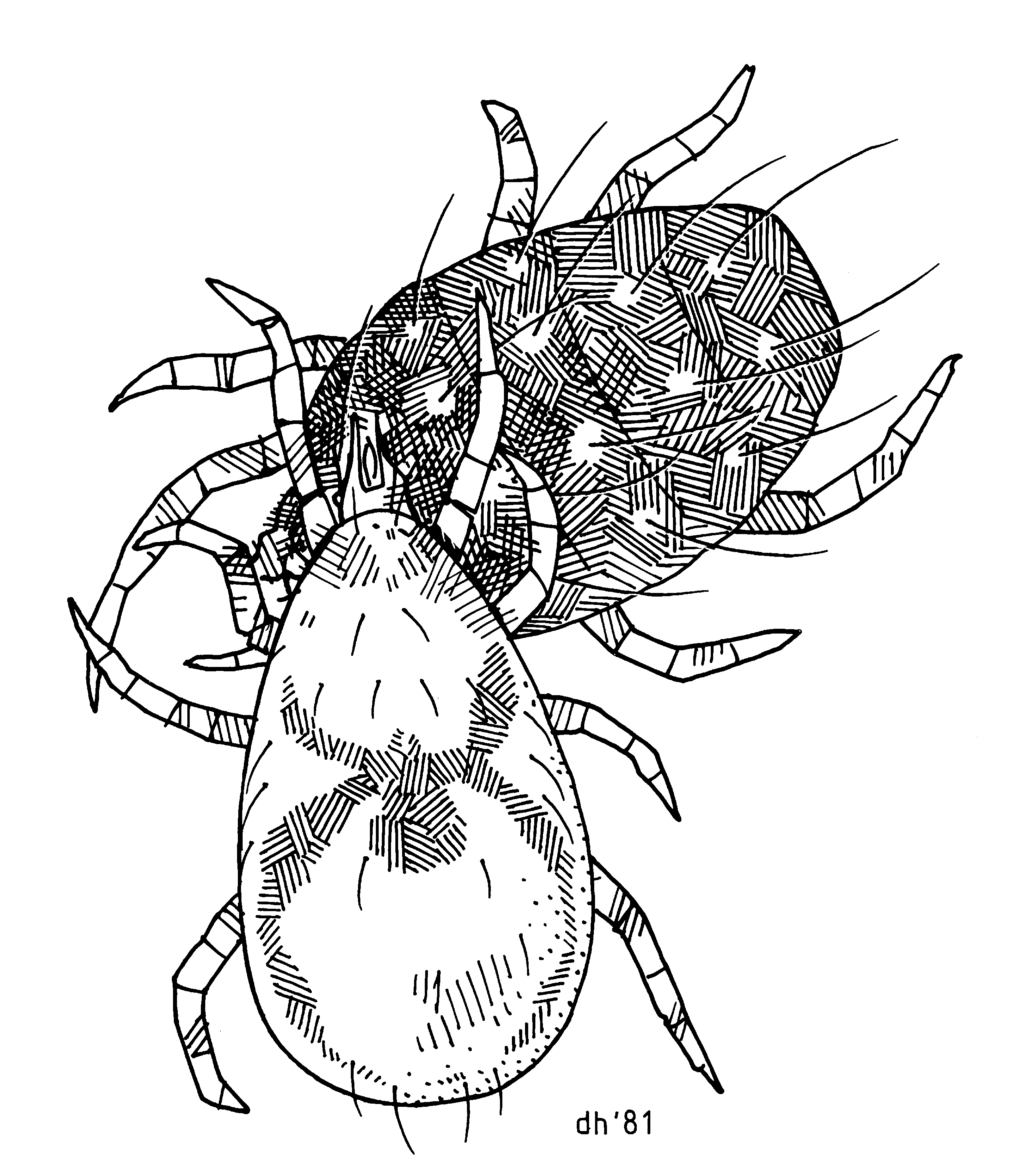
Typhlodromus pyri požírající svilušku ovocnou

## Odolnost vůči pesticidům
Ve srovnání s jinými druhy čeledi Phytoseiidae vykazuje vyšší rezistenci vůči účinným látkám některých pesticidům. Předpokládá se, že potenciál k vývoji rezistence je dán vyšším obsahem detoxikačních enzymů. Byla např. zjištěna pozitivní korelace mezi citlivostí k organofosfátu azinphos-ethyl a specifickou aktivitou glutation-S-transferázy. V České republice se úspěšně využívají rezistentní kmeny v integrované ochraně vinic a ovocných sadů. Jakmile se na jaře oteplí, roztoči osídlují tyto stromy či keře. Tento způsob rezistence je naprosto ekologický.